# كياثون بورنيوني
كياثون بورنيوني (الاسم العلمي:Cyathea borneensis) هو نوع غير مؤكد من النباتات يتبع جنس الكياثون من الفصيلة الكياثونية.